# Chaliers
Chaliers település Franciaországban, Cantal megyében. Lakosainak száma 139 fő (2022. január 1.). Chaliers Clavières, Lorcières, Ruynes-en-Margeride, Chaulhac és Val-d'Arcomie községekkel határos.

## Népesség
A település népességének változása:
| Lakosok száma | 236  | 214  | 227  | 176  | 180  | 169  | 160  | 145  | 143  | 139  |
|               | 1968 | 1982 | 1990 | 2006 | 2013 | 2015 | 2017 | 2019 | 2020 | 2022 |